# Christophe Dupouey
Christophe Dupouey (Tarbes, 8 de agosto de 1968 -Tarbes, 4 de febrero de 2009) fue un deportista francés que compitió en ciclismo de montaña en la disciplina de campo a través.
Ganó una medalla de oro en el Campeonato Mundial de Ciclismo de Montaña de 1998 y tres medallas en el Campeonato Europeo de Ciclismo de Montaña entre los años 1995 y 1998.

## Palmarés internacional
| Campeonato Mundial | Campeonato Mundial                | Campeonato Mundial | Campeonato Mundial |
| Año                | Lugar                             | Medalla            | Competición        |
| ------------------ | --------------------------------- | ------------------ | ------------------ |
| 1998               | Mont-Sainte-Anne (Canadá)         | Medalla de oro     | Campo a través     |
| Campeonato Europeo |                                   |                    |                    |
| Año                | Lugar                             | Medalla            | Competición        |
| 1995               | Špindlerův Mlýn (República Checa) | Medalla de bronce  | Campo a través     |
| 1996               | Bassano del Grappa (Italia)       | Medalla de oro     | Campo a través     |
| 1998               | Aywaille (Bélgica)                | Medalla de oro     | Campo a través     |